# 트리스타노 카사노바
트리스타노 알레산드로 카사노바(Tristano Alessandro Casanova, 1983년 10월 13일 ~ )는 독일의 배우이자 성우이다.

## 내력
카사노바는 뮌헨에서 미국인과 이탈리아인 부모 사이에서 태어났다. 1990년대 카사노바는 독일의 영화와 텔레비전 시리즈에 출연했다. 2004년에는 《썸머 스톰》에서 조지 역할을 맡았다. 카사노바는 성우 활동도 활발히 하고 있는데, 1998년 영화 《빨간 코 순록 루돌프》의 독일어판에도 참여하였고, 《토이 스토리》, 《스파이더맨》 등에서도 목소리 연기를 하였다.